# Phryganogryllacris problematica
Phryganogryllacris problematica är en insektsart som beskrevs av Andrej Vasiljevitj Gorochov 2005. Phryganogryllacris problematica ingår i släktet Phryganogryllacris och familjen Gryllacrididae. Inga underarter finns listade i Catalogue of Life.